# Isola Promyslovyj
L'isola Promyslovyj (in russo Остров Промысловый, in italiano "isola della pésca") è un'isola russa dell'arcipelago di Novaja Zemlja ed è bagnata dal mare di Kara.
Amministrativamente appartiene al circondario urbano (gorodskoj okrug) della Novaja Zemlja, uno degli 8 dell'oblast' di Arcangelo, nel Circondario federale nordoccidentale.

## Geografia
L'isola è situata nel golfo di Haug (залив Ога, zaliv Oga), lungo la costa orientale dell'isola Severnyj, tra capo Ostryj (мыс Острый) a nord e capo Jasnyj (мыс Ясный) a sud. Si trova 2,5 km a est della foce della Širokaja (река Широкая) ed è separata dalla terraferma dallo stretto Zapadnyj (пролив Западный, proliv Zapadnyj); a est, oltre lo stretto Vostočnyj (пролив Восточный, proliv Vostočnyj), si trovano tre piccole isole disposte da nord a sud.
Promyslovyj è un'isola lunga e stretta, si sviluppa da nord a sud per circa 3 km e ha una larghezza massima di 1,85 km nella parte centrale. L'altezza massima è di 72 m s.l.m.
 L'estremità nord si chiama capo Severnyj (мыс Северный), mentre quella sud capo Kamenistyj (мыс Каменистый).

Nella parte centro-settentrionale si trovano due laghi, uno stretto e lungo 1,35 km, l'altro piccolo e di forma circolare. All'estremità nord c'è una zona umida, mentre a sud il territorio è collinare.

## Isole adiacenti
- Isola Dvojnoj (Остров Двойной; "isola doppia"),[4] isola dalla forma irregolare con due piccoli laghetti; è lunga circa 4 km e larga 1,3 km[3] e ha un'altezza di 31 m. È situata a sud di Promyslovyj. 74°29′19.33″N 59°11′44.55″E
- Isola Syroj (Остров Сырой, "isola umida"),[5] piccola isola a est di Dvojnoj. 74°29′02.14″N 59°18′27.48″E
- Isola Belen'kij (Остров Беленький), è la più meridionale delle tre isole ad est di Promyslovyj che, disposte su una linea nord-sud assieme ad altri isolotti senza nome, delimitano lo stretto Vostočnyj. L'isola è lunga circa 1,6 km[3] ed è alta 49 m. 74°30′59″N 59°19′56.47″E
- Isola Lagernyj (Остров Лагерный, "isola dell'accampamento"),[6] a nord di Belen'kij, la centrale tra le tre isole a est di Promyslovyj è lunga circa 600 m.[3] 74°32′10.95″N 59°20′43.43″E
- Isola Šapka (Остров Шапка, "isola berretto"),[7] a nord di Lagernyj, la settentrionale e la più piccola tra le tre isole a est di Promyslovyj. 74°33′28.34″N 59°21′24.46″E
- Isola Dal'nij (Остров Дальний, Карское море; "isola lontana"), piccola isola dalla forma allungata nella parte orientale del golfo di Haug, a nord-est di Promyslovyj 74°35′08.62″N 59°28′35.57″E.